# Kościół Świętych Apostołów Piotra i Pawła w Hannie
Kościół pw. Świętych Apostołów Piotra i Pawła w Hannie – kościół parafialny parafii Świętych Apostołów Piotra i Pawła w Hannie.

## Historia
W 1726 roku powstała pierwsza wzmianka pisana o istniejącej świątyni w Hannie. W latach 1739–1742 z fundacji Hieronima Floriana Radziwiłła powstała cerkiew unicka, którą fundator skończył wyposażać w 1750 roku. W 1791 roku ukończono malować polichromię kościoła i zbudowano kapliczkę bazyliańską jako pamiątkę misji świętych. W 1844 roku została zbudowana plebania. W 1875 r., w okresie likwidacja unickiej diecezji chełmskiej i resztek obrządku unickiego przez władze carskie, cerkiew greckokatolicka (unicka) została zamieniona na prawosławną. Po odzyskaniu niepodległości w 1918 roku świątynię przejął Kościół rzymskokatolicki (łaciński), a w 1924 utworzono przy świątyni pierwszą w historii miejscowości parafię rzymskokatolicką.

## Wygląd

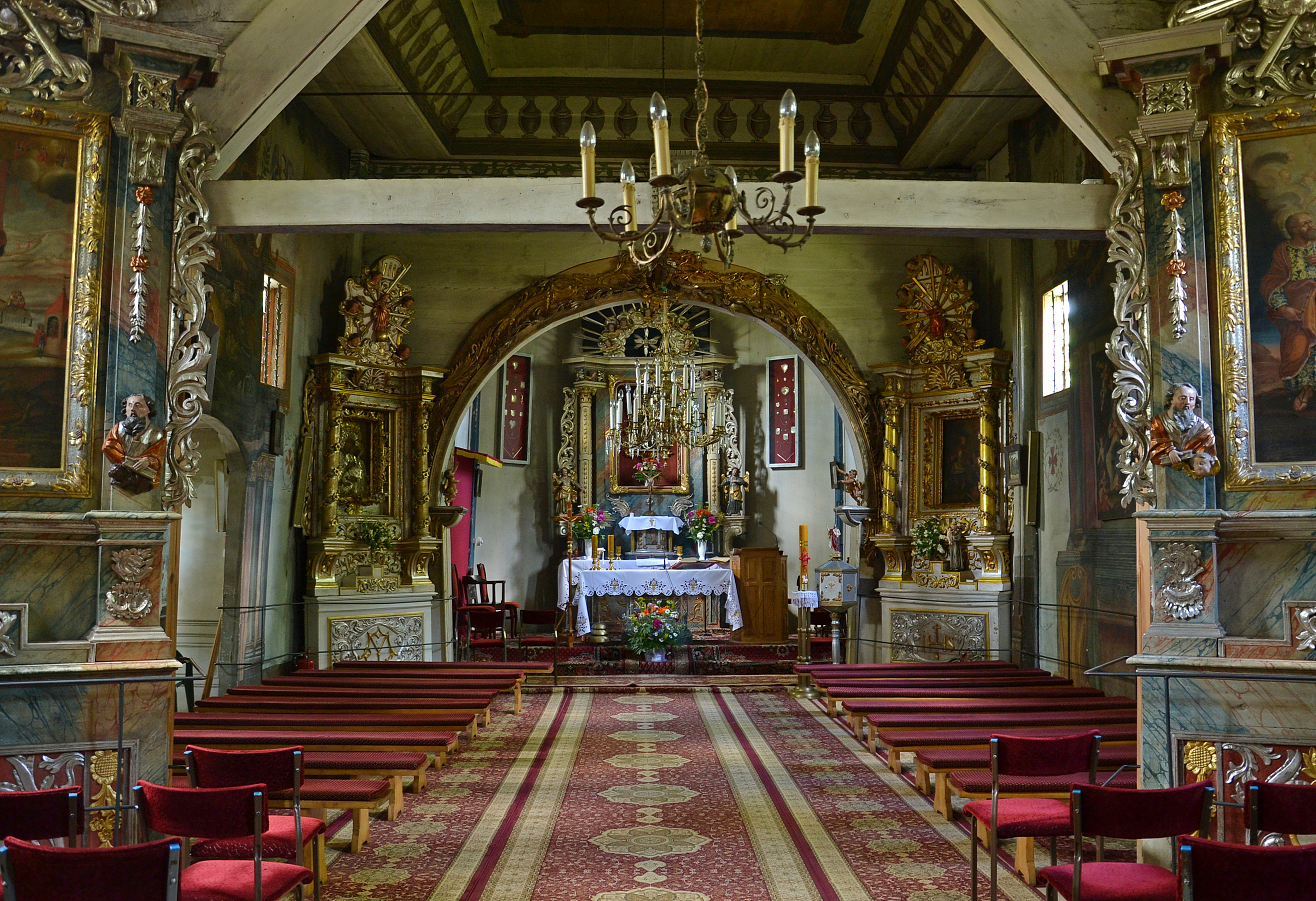
Wnętrze świątyni

Postanowienia synodu zamojskiego w 1720 roku, które uwzględniono podczas budowy, nakazywały urządzić wnętrze cerkwi greckokatolickich, tak samo jak kościołów łacińskich. Wewnątrz świątyni zachowały się barokowe wyposażenie i polichromia z pierwszej połowy XVIII wieku malowana na płótnie. Obok kościoła znajduje się drewniana dzwonnica z 1739 roku. Do kościoła należy również stary cmentarz z drewnianą kaplicą św. Anny z 1880 roku.